# フェルディナン・ドルレアン (アランソン公)
フェルディナン・フィリップ・マリー・ドルレアン（Ferdinand Philippe Marie d'Orléans, 1844年6月12日 - 1910年6月29日）は、7月王政期のフランスの王族。オルレアン家のフランス王ルイ・フィリップ1世の孫息子の一人。アランソン公爵（duc d'Alençon）の儀礼称号で呼ばれた。

## 生涯
ルイ・フィリップ王の次男ヌムール公ルイ・シャルルと、その妻のザクセン＝コーブルク＝ゴータ公女ヴィクトリアの間に次男として生まれた。
1868年9月28日、バイエルン公マックス・ヨーゼフの娘ゾフィーと結婚し、1男1女をもうけた。
- ルイーズ（1869年 - 1952年） - 1891年、バイエルン王子アルフォンスと結婚
- エマニュエル（1872年 - 1931年） - ヴァンドーム公、1894年にベルギー王女アンリエットと結婚